# Kayaköy

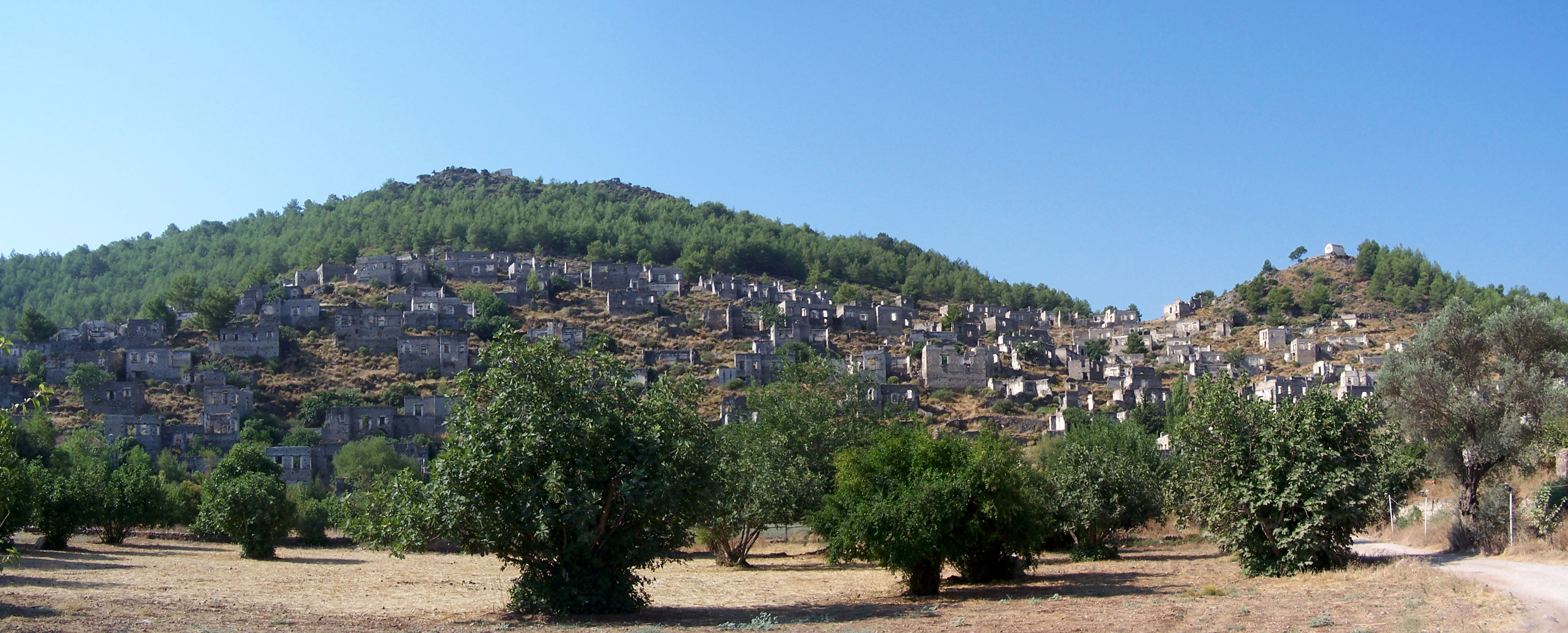
Vila de Kayaköy / Livissi

Kayaköy, no passado chamada Lébesso (em grego: Λιβίσι; romaniz.: Libísi ou Λιβίσσι, Livissi; em latim: Lebessus), é uma vila localizada no sudoeste da Turquia, na província de Muğla.
Foi abandonada no final da Guerra Greco-Turca, no início da década de 1920, e atualmente é uma cidade fantasma. Como possui construções seculares e de diferentes épocas, pois a cidade já foi destruída por grande terremoto e um incêndio e reconstruída, Kayaköy virou uma cidade museu, sendo frequentada por turistas e vendedores. Entre as atrações, encontram-se suas 500 casas em ruínas e duas igrejas ortodoxas gregas.